# La Vie avec un idiot

La vie avec un idiot (russe : Жизнь с идиотом) est un opéra en deux actes du compositeur russe Alfred Schnittke sur un livret de Victor Erofeïev. Il fut créé le 13 avril 1992 par l'Orchestre philharmonique de Rotterdam dirigé par Mstislav Rostropovitch au Het Musiektheater d'Amsterdam.

## Distribution
- Moi baryton
- Épouse soprano
- Vova ténor
- Garde basse
- Marcel Proust baryton
- Jeune fou ténor
- chœur d'amis, chœur d'idiots, chœur d'homosexuels.

## Analyse de l'œuvre

### Acte I
Accusé par les autorités de ne pas travailler assez, Moi reçoit comme punition de vivre avec un idiot. Il le choisit dans un asile de fous et il s'appelle Vova. Cet idiot ne sait prononcer qu'une syllabe ech.

### Acte II
Au début Vova se comporte bien mais soudain il devient pénible jusqu'à déchirer un livre de Marcel Proust appartenant à la femme de Moi. Moi et sa femme vont vivre dans une autre pièce et Vova se calme. Puis la femme de Moi tombe amoureuse de Vova et tombe enceinte de lui. Alors Vova et Moi se retournent contre elle. Vova la tue et Moi devient un idiot.

## Instrumentation
- un piccolo, deux flûtes, deux clarinettes (piccolo en mi bémol, en si ), une clarinette basse, un hautbois ou (un cor anglais), un basson, un contrebasson, un cor (en fa), un trombone, une trompette (en si bémol), un tuba, carillon tubulaire, carillon, xylophone, vibraphone, marimba, flexatone, cymbales, timbales, triangle, tambourin, wood-block, tam-tam, grosse caisse, caisse claire, tambour, cliquet, cloche de vache, bongos, piano, clavecin, orgue, célesta, cordes[1].